# Àngela Ferreira
Àngela Ferreira (portuguès: Ângela Ferreira)  (Maputo, 1958) és una artista d'instal·lacions, videoartista, fotògrafa i escultora portuguesa i sud-africana. Passa temps als dos països.

## Primera vida i educació
Àngela Ferreira va néixer a Maputo, abans Lourenço Marques, al Moçambic portuguès l'any 1958 i va viure i estudiar a Ciutat del Cap durant l'època de l'apartheid. Es va graduar en escultura i també va obtenir un màster en belles arts (MFA) per la Michaelis School of Fine Art de la Universitat de Ciutat del Cap. Va obtenir un doctorat a la Facultat de Belles Arts de la Universitat de Lisboa l'anyl 2016.

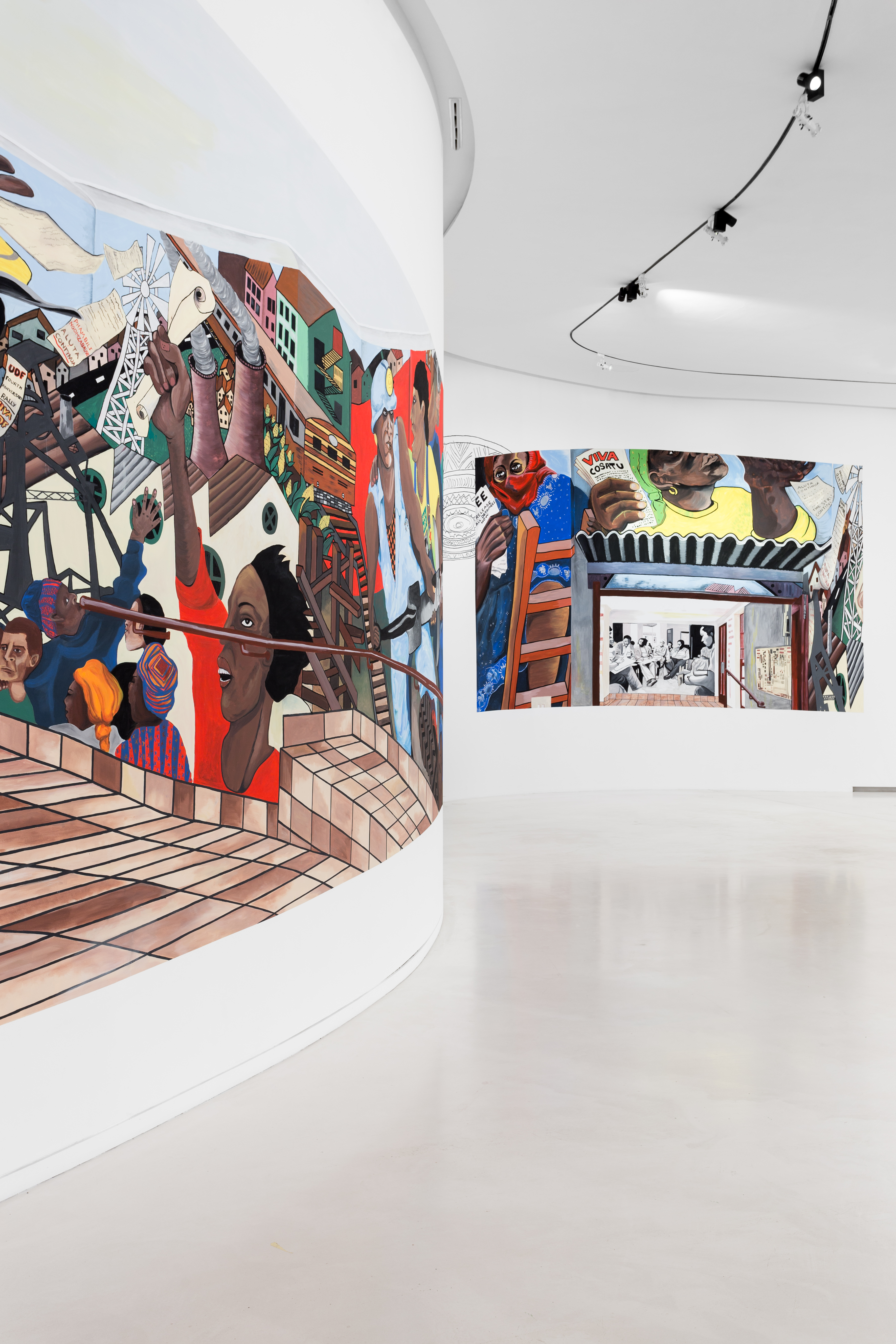
Ângela Ferreira, Mural de la Unitat Panafricana - Detall d'una exposició al MAAT, Lisboa - 2018. Pintura acrílica a la paret.

Entre 1983 i 2003, Àngela Ferreira va donar classes d'escultura a diverses universitats de Sud-àfrica. Des de l'any 2003, és professora ajudant a la Facultat de Belles Arts de la Universitat de Lisboa. El seu treball creatiu s'ha centrat en gran manera a explorar les relacions interculturals i identitàries entre Occident i Àfrica, reflectint les conseqüències del colonialisme i el postcolonialisme en la societat contemporània. Va ser la primera artista portuguesa que va triar el passat colonial del país com a tema. El 1989 i el 1990 va obtenir una beca de la Fundació Calouste Gulbenkian i va ser artista convidada al Centre d'Arte & Comunicació Visual de Lisboa.
L'any 1995 Àngela Ferreira va participar en la Biennal de Caldas da Rainha, guanyant el premi d'escultura. Entre 1996 i 1997 va emprendre un projecte a la Chinati Foundation, un museu d'art contemporani a Marfa, Texas, que havia estat establert per l'artista Donald Judd. Va crear una instal·lació que evocava l'artista popular sud-africana Helen Martins. L'any 1998 va exposar a l'Exposició Multicultural Kanimambo de Lisboa, com a part de l'Exposició Mundial de Lisboa de 1998. L'any 2003 va ser investigadora associada honorífica a la Michaelis School of Fine Art. L'any 2007, Àngela Ferreira va representar a Portugal a la 52a Biennal de Venècia. El seu projecte consistia en documentació fotogràfica i una escultura feta a partir de la seva investigació de tres cases tropicals de l'arquitecte francès Jean Prouvé (1901-1984), que es van construir a les ciutats de Niamey al Níger i Brazzaville a la República del Congo entre 1949 i 1951 i eliminat l'any 2001. Àngela Ferreira també va col·laborar a les Biennals d'Istanbul (1999), São Paulo (2008) i Bucarest (2010) i ha exposat àmpliament a Portugal, així com a Finlàndia, França, Mèxic, Sud-àfrica i els EUA. Entre les seves instal·lacions públiques hi ha contribucions al Frieze Sculpture Park de Londres el 2008, i exposicions a Graz, Àustria i Lubumbashi, República Democràtica del Congo.
L'any 2014 Àngela Ferreira va fer una exposició individual, Indépendance Cha Cha, a la galeria Lumiar Cité de Lisboa. Aquesta exposició va ser una continuació del projecte que va desenvolupar per a la Biennal de Lubumbashi, inspirant-se en l'arquitectura colonial del centre de Lubumbashi i juxtaposant el seu treball amb dos vídeos: un sobre el treball forçat a les mines d'aquesta zona; l'altra mostra una interpretació d'Indépendance Cha Cha, una cançó de Joseph Kabasele, que es va convertir en un himne dels moviments independentistes a l'Àfrica francòfona dels anys seixanta. Per aquest treball, Àngela Ferreira va ser guardonada amb el Novobanco Photo Award l'any 2015. L'any 2015 va presentar una exposició individual al Centre d'Afers d'Art i Arquitectura de Guimarães, Portugal, que va reunir obres produïdes entre 2008 i 2012. L'any 2018 Àngela Ferreira va ser investigadora honoraria a la Universitat de Witwatersrand a Sud-àfrica. Més recentment, la seva obra va formar part d'una exposició d'artistes portugueses al Museu Calouste Gulbenkian, titulada Tudo o que eu quero (Tot el que vull), que formava part del programa cultural de la Presidència portuguesa del Consell de la Comunitat Europea. Unió.
L'obra d'Àngela Ferreira es pot trobar en diverses col·leccions públiques, entre elles les del Museu d'Art, Arquitectura i Tecnologia (MAAT), Lisboa; la Fundació EDP, Lisboa; la Fundació Calouste Gulbenkian; la Fundació de Serralves, Porto ; el Centre d'Art Contemporani de Galícia (CGAC), a Santiago de Compostel·la ; la Fundació Market Gallery, Johannesburg; i la Iziko South African National Gallery, Ciutat del Cap.